# Antigua Sinagoga Mayor

L'Antigua Sinagoga Mayor (antica sinagoga maggiore) è un edificio religioso di Segovia, in Spagna. Risalente al XIV secolo, fu trasformata in convento delle monache dell'Ordine di Santa Chiara. L'edificio fu quasi completamente distrutto da un incendio nel 1899 e da allora è stato ricostruito.

## Storia

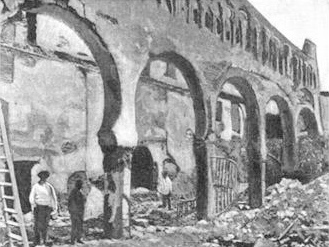
La sinagoga dopo essere stata distrutta nell'incendio del 1899

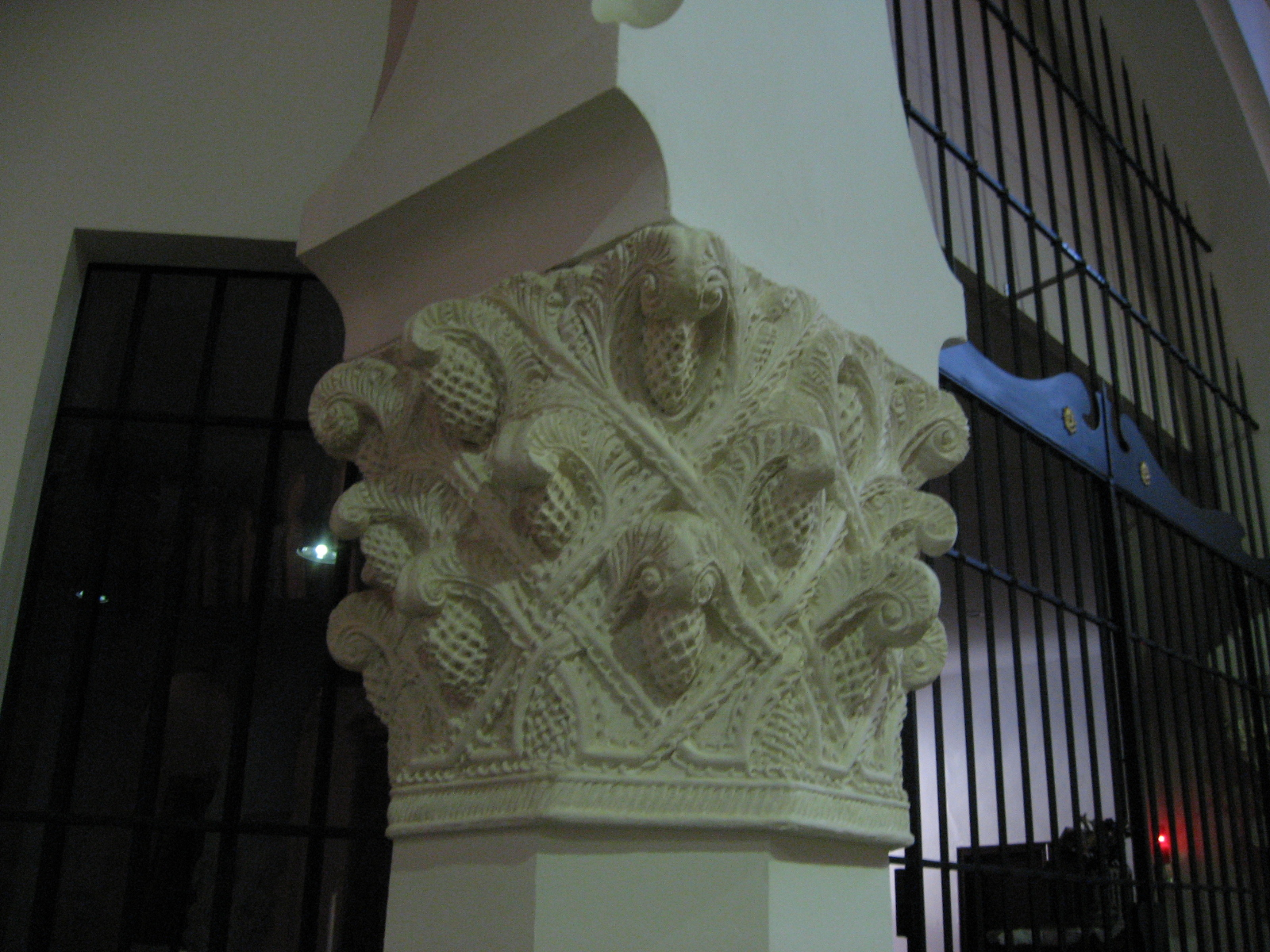
I capitelli con motivi vegetali sono stati restaurati alla fine del XX secolo

La costruzione dell'antica sinagoga maggiore avvenne intorno alla metà del XIV secolo. A partire dal XV secolo fu confiscata dalle autorità e trasformata in chiesa nel 1419, dedicata al Corpus Domini. Nel 1421 il vescovo di Segovia consegnò l'edificio e i locali annessi al Monastero di Santa Maria de Párraces. Il monastero a sua volta lo vendette a due fratelli, Manuel e Antonio del Sello, che lo trasformarono in convento per le Suore della Penitenza. L'ex sinagoga fa ancora parte di quel convento.

## Architettura
L'ingresso alla sinagoga non avviene direttamente dalla strada, ma attraverso un cortile. La forma della sinagoga era rettangolare, divisa in tre navate da due grandi arcate in stile moresco. I pilastri che sostengono questi archi sono di forma ottagonale e presentano grandi capitelli con decorazioni vegetali. Sopra ciascuna delle due arcate correva un'arcata più piccola che collegava da terra i due grandi archi con la sommità della navata centrale. Nel 1899 un incendio distrusse completamente l'edificio. L'aspetto attuale è il risultato di un intervento di restauro iniziato nel 1902 e ultimato nel 2004, quando fu ripristinato l'intonaco originario dei capitelli. La ricostruzione è stata possibile grazie al ritrovamento di piccoli frammenti dei capitelli originari, che hanno reso possibile la riproduzione. Di fronte all'ingresso è appeso un dipinto di Vicente Cutanda chiamato Miracolo nella sinagoga (Milagro en la sinagoga), dipinto nel 1902.